# Corbeta Chacabuco
La corbeta Chacabuco lleva el nombre en homenaje a la batalla de Chacabuco, ocurrida el 12 de febrero de 1817. Esta nave de guerra, la segunda en la historia de la Armada de Chile, fue construida en los astilleros Ravenhill (Londres) por un costo de 285 000 pesos (48 peniques cada peso al cambio de esa época). Fue terminada en julio de 1866.

## Construcción y embargo
A pesar de ser gemela de la corbeta O'Higgins, tenía diferencias en las medidas.
No alcanzó a llegar a Hispanoamérica para la Guerra contra España por haber sido intervenido el buque por el gobierno británico. Para zarpar de los astilleros británicos, se firmó un convenio entre Chile y España, mediante el cual Chile sacaba las corbetas Chacabuco y O'Higgins y España los blindados Arapiles y Vitoria. Perú intentó vanamente impedir la entrega.

## Travesías
En 1870 hizo un viaje a Oceanía, al mando del capitán de navío José Anacleto Goñi Prieto, en un viaje de instrucción de guardiamarinas. En esa ocasión se levantó el plano de la Isla de Pascua. 
Entre 1870 y 1875 realizó 4 campañas hidrográficas, al mando del capitán de fragata Enrique Simpson Baeza, la expedición incluyó los archipiélagos de las Guaitecas y de los Chonos, el río Aysén y los canales patagónicos y el río Santa Cruz, levantando planos de los puertos y surgideros.

## Guerra del Pacífico
Durante la Guerra del Pacífico, estuvo presente desde el primer día del bloqueo de Iquique, que se inició el 5 de abril de 1879, el mismo día que se declaró la guerra. Estaba al mando del capitán de fragata Óscar Viel y Toro.
En una incursión a Pisagua el 18 de abril de 1879, en convoy con el blindado Blanco Encalada, al intentar tomar las lanchas del puerto, fueron atacados por la guarnición del puerto, ocasionando en la tripulación de la corbeta, 5 heridos y un muerto.
Formó parte de la escuadra que realizó una excursión al Callao el 22 de mayo de 1879. En esta expedición, su lancha a vapor estuvo en una sección 
aparte, pues estaba armada con un torpedo de botalón.
En junio de 1879 formó parte de la 1.ª División naval al mando del contraalmirante Juan Williams Rebolledo junto con el Blanco Encalada, que permaneció en resguardo de Antofagasta. A fines de julio llega a Valparaíso y ahí permanece en mantenimiento por dos meses, tiempo en el que se le completa el armamento y se le cambian las calderas, recuperando su máxima velocidad, pues hasta entonces no navegaba más de 8 nudos. 
Se desguazó en 1890 y fue declarada pontón, siendo excluida del servicio por D.S. N.º 545 del 31 de marzo de 1909.